# Teoría de la demolición controlada del World Trade Center

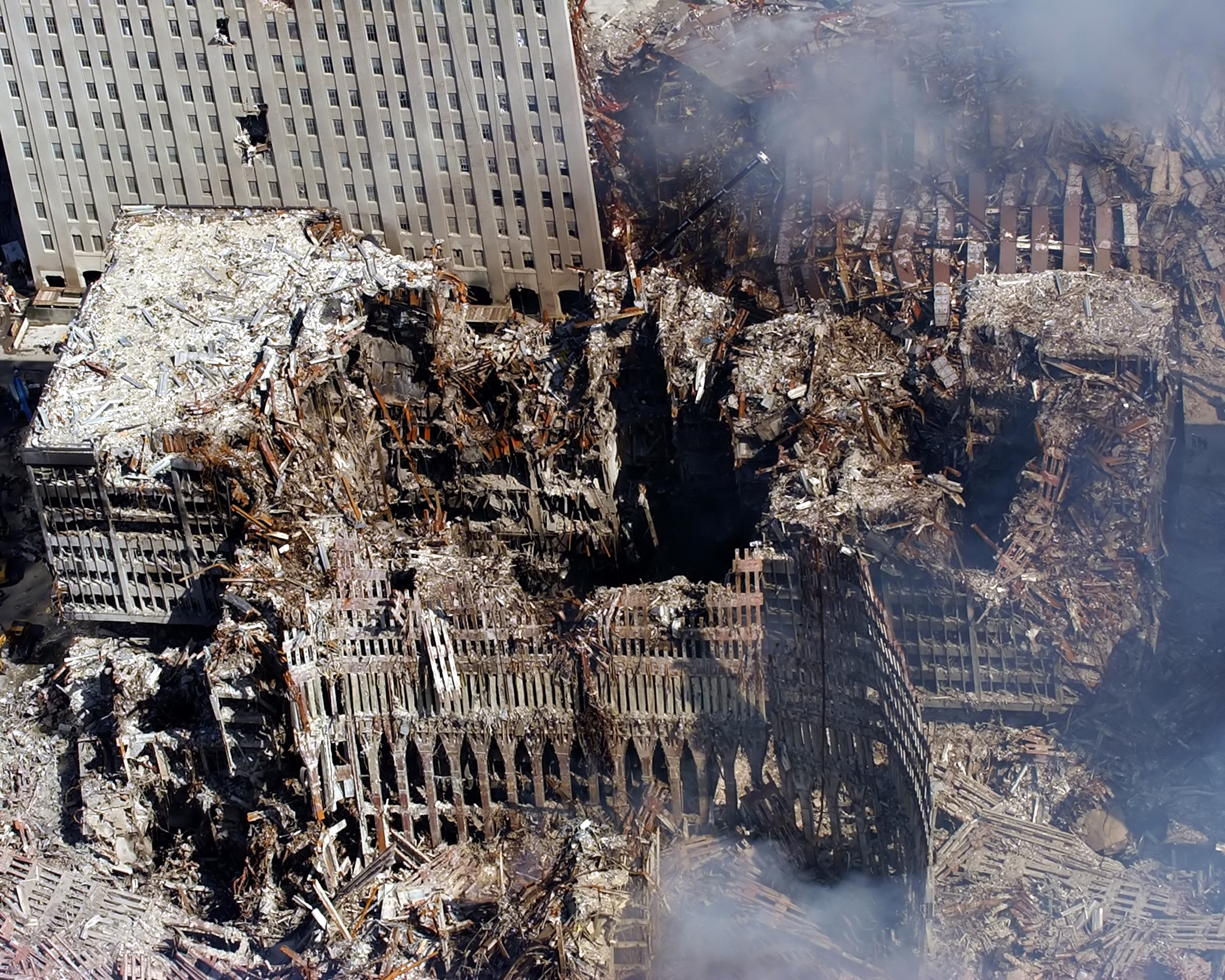
Vista aérea del campo de escombros de la Torre Norte, WTC 6, y el WTC 7 (superior derecha)

La teoría de la demolición controlada del World Trade Center es la teoría conspirativa que sostiene que el derrumbe del World Trade Center no fue una consecuencia de los daños generados por los impactos de los aviones contra las estructuras edilicias durante los ataques del 11 de septiembre de 2001, ni del deterioro derivado de los incendios subsiguientes, sino que fue causado por explosivos implantados de antemano en los edificios.
Al principio, los defensores, como el físico Steven E. Jones, el arquitecto Richard Gage, el ingeniero de software de Jim Hoffman, y el teólogo David Ray Griffin, sostuvieron que los impactos de los aviones y los incendios resultantes no podrían haber debilitado los edificios lo suficiente como para iniciar un colapso catastrófico, y que los edificios no se habrían derrumbado por completo, ni a la velocidad que lo hicieron, sin el uso de energía adicional para debilitar sus estructuras.
El Instituto Nacional de Estándares y Tecnología (NIST) y la revista Popular Mechanics examinaron y rechazaron estas teorías. Los especialistas en mecánica estructural y en ingeniería estructural, aceptan en general el modelo de un derrumbe inducido por incendio e impulsado por la gravedad de los edificios del World Trade Center, una explicación que no involucra el uso de explosivos. NIST no hizo pruebas de residuos de compuestos explosivos en las muestras de acero, indicando que los resultados potencialmente no serían concluyentes, y señalando que habría compuestos similares presentes durante la construcción de las torres.

En 2006, Jones sugirió que se podría haber utilizado termita o súper-termita por agentes del gobierno con acceso a esos materiales y a los propios edificios, para demolerlos. Más tarde, Jones, Harrit et al. indicaron que habían encontrado evidencia de nanotermita en las muestras del polvo que se produce durante el colapso de las torres del World Trade Center.
En abril de 2009, Steven E. Jones, junto con Niels Harrit y siete autores más, publicaron un artículo en The Open Chemical Physics Journal de Bentham Science Publishers titulado "Material termítico activo descubierto en el polvo de la catástrofe del 11-S del World Trade Center". NIST luego dijo que no había una "cadena de custodia clara" para demostrar que las cuatro muestras de polvo hubiesen provenido del sitio del WTC. Jones invitó a NIST para llevar a cabo sus propios estudios utilizando su propia "cadena de custodia" de polvo, pero NIST no investigó.

## Historia
Las cuestiones relacionadas con los detalles técnicos de la caída de los edificios del World Trade Center han sido objeto de debate durante años. Las teorías de la demolición controlada aparecieron por primera vez en octubre de 2001. El libro de Eric Hufschmid "Preguntas dolorosas: un análisis del ataque 11 de septiembre" ("Painful Questions: An Analysis of the September 11th Attack") en el que la teoría de la demolición controlada es explícitamente defendida, fue publicado en septiembre de 2002. David Ray Griffin y Steven E. Jones son los dos más destacados defensores de la teoría. El libro de Griffin The New Pearl Harbor, publicado en 2004, se ha convertido en una obra de referencia para el movimiento por la verdad del 11-S. En el mismo año, Griffin publicó el libro El Informe de Comisión del 11-S: Las omisiones y distorsiones, en el que sostiene que las fallas en el informe de la comisión equivalen a un encubrimiento por parte de funcionarios del gobierno y dice que el gobierno de Bush fue cómplice de los ataques del 11-S.
Steven E. Jones ha sido una voz académica líder de los defensores de las teorías de la demolición. En 2006, publicó el artículo "¿Por qué los edificios del WTC colapsaron completamente?". La Universidad Brigham Young reaccionó a las declaraciones de Jones "cada vez más especulativas y acusatorias" enviándolo en vacaciones pagadas y excluyéndole de dos clases, en septiembre de 2006, en espera de una revisión de sus declaraciones y la investigación. Seis semanas después, Jones se retiró de la universidad. La facultad de ingeniería estructural en la universidad emitió un comunicado en el que dijo que "no apoyan la hipótesis del profesor Jones".
David Ray Griffin ha cuestionado la teoría del "colapso en panqueque" sugerida en el estudio sobre el rendimiento del edificio producido por la Federal Emergency Management Agency (FEMA). El informe del NIST sobre el colapso de las torres del WTC rechazó esa misma teoría en favor de una teoría relacionada con el fallo de las columnas. En su informe final, el NIST declaró que "no encontró ninguna evidencia que corrobore la hipótesis alternativa que sugiere que las torres del WTC fueron derribadas por demolición controlada con explosivos colocados antes del 11 de septiembre de 2001" y publicó un FAQ (Frequently asked questions) sobre asuntos relacionados con el tema en su sitio web en agosto de 2006. Los elementos principales de la teoría de la demolición han sido refutados por la corriente principal de académicos de ingeniería, donde los defensores son considerados "extranjeros".  La revista Popular Mechanics desafió las teorías en el informe especial "Desmontando los mitos del 9/11" ("Debunking the 9/11 Myths").
Se han publicado artículos, cartas y comentarios de los defensores de la demolición en revistas científicas y de ingeniería. En abril de 2008, Steven E. Jones, Frank Legge, Kevin Ryan, Anthony Szamboti y James Gourley publicaron en The Open Civil Engineering Journal de Bentham Science Publishers una carta titulada "Catorce Puntos de acuerdo con los informes oficiales del Gobierno sobre la destrucción del World Trade Center". Unos meses más tarde, en julio de 2008, un artículo titulado "Anomalías del Medio Ambiente en el Centro Mundial del Comercio: pruebas de materiales energéticos", fue publicado por Ryan, Gourley y Jones en The Environmentalist. Más tarde ese mismo año, en octubre de 2008, se publicó un comentario de James R. Gourley, describiendo lo que él considera los errores fundamentales en un artículo de Bažant y Verdure, en el Diario Journal of Engineering Mechanics. Y en abril de 2009, el químico danés Niels H. Harrit, de la Universidad de Copenhague, y ocho autores más publicaron un artículo en The Open Chemical Physics Journal de Bentham Science Publishers, titulado "Material termítico activo descubierto en el polvo de la catástrofe del 11-S del WTC." El artículo apunta a que chips parcialmente reaccionados de súper-termita, o nano-termita, podrían estar presentes en las muestras del polvo.
Los sitios de Internet y los vídeos han contribuido al crecimiento del movimiento de las personas que apoyan la teoría de que los explosivos destruyeron el World Trade Center. El sitio web de Arquitectos e Ingenieros para la verdad del 11-S (AE911Truth) nombra que tiene como miembros a más de 1700 arquitectos e ingenieros. La teoría de la demolición a menudo incluye acusaciones de que gente de dentro del gobierno de EE. UU. planificó o participó en la destrucción de las Torres Gemelas para justificar la invasión de Irak y Afganistán. La teoría ocupa un lugar destacado en populares películas de entretenimiento como Loose Change, así como otras películas de tipo más documental, tales como 9/11: Blueprint for Truth, por el arquitecto del área de San Francisco Richard Gage, que se basan principalmente en la presentación de pruebas científicas y de ingeniería para la teoría de la demolición.
Mientras la prensa de masas acumula cierto historial de etiquetas, descripciones e interpretaciones despectivas de los defensores de la teoría de la demolición (por ejemplo, en 2006, la revista Nueva York informó que una generación de "nuevos teóricos de la conspiración está trabajando en una historia secreta de los días más terribles de Nueva York."), la teoría ha sido apoyada por una serie de populares actores, músicos y políticos, incluyendo a Charlie Sheen, Willie Nelson, el exgobernador de Minnesota, Jesse Ventura, la presentadora Rosie O'Donnell, y los actores Ed Asner y Daniel Sunjata.

## Las proposiciones e hipótesis

### Torres principales
El 11 de septiembre, la Torre Norte (WTC 1) fue alcanzada por el vuelo 11 de American Airlines y la Torre Sur (WTC 2) por el vuelo 175 de United Airlines, ambos aviones Boeing 767. La Torre Sur se derrumbó 56 minutos después del impacto, y la torre norte se derrumbó a los 102 minutos. Una investigación realizada por el NIST concluyó que el derrumbe fue causado por una combinación de los daños a las columnas de apoyo y al aislamiento ignífugo causados por los impactos de los aviones, y el debilitamiento de las columnas y los pisos provocado por los incendios que el combustible de los aviones inició. El NIST no encontró "ninguna evidencia que corrobore las hipótesis alternativas que sugiere que las torres del WTC fueron derribados por demolición controlada con explosivos colocados antes del 11 de septiembre de 2001".
El físico Steven E. Jones, entre otros, apunta a muchas descripciones de las personas que trabajaron en la pila de escombros del World Trade Center que sugiere que la presencia de acero fundido en la pila, así como un chorro de metal fundido que salió de la torre sur antes del derrumbe, prueban que hubo temperaturas superiores a las producidas por el fuego. Jones ha argumentado que el metal fundido puede haber sido hierro elemental, un producto de una reacción de la termita. Jones y otros investigadores analizaron muestras de polvo de los edificios del World Trade Center y publicaron sus resultados de pruebas de nano-termita en el polvo. Jones informó al NIST de sus conclusiones y NIST respondió que no había una "clara cadena de custodia" que demostrara que el polvo provenía realmente del sitio del WTC. Jones invitó a NIST para llevar a cabo sus propios estudios con el polvo bajo la custodia del NIST, pero NIST no lo ha hecho.
En el NIST descubrieron que la condición del acero en los escombros de las torres no proporciona información concluyente sobre el estado del edificio antes de la caída y llegaron a la conclusión de que el material procedente de la torre sur era aluminio fundido del avión, que se habría fundido a temperaturas más bajas que el acero. NIST también señaló que el corte a través de las columnas verticales requeriría colocar una cantidad enorme de termita discretamente en los edificios de alta seguridad, encendiéndolo luego a distancia mientras se mantiene en contacto con las columnas. Un análisis realizado por el Centro de Investigación de Materiales Energéticos mostró que la termita convencional no pudo derretir una columna mucho más pequeña que las utilizadas en el World Trade Center. Jones y otros, han respondido que ellos ya no creen que se utilizara termita convencional, sino más bien una forma de termita llamada nano-termita, un material nanoenergético desarrollado para uso militar, propulsores, explosivos o pirotécnicos. Históricamente, las aplicaciones explosivas de termitas tradicionales se han visto limitados debido a sus tasas de liberación de energía relativamente bajas. Pero debido a que la nano-termita es creada a partir de partículas de reactivo al acercarse a las proximidades de la escala atómica, las tasas de liberación de energía son mucho mayores.
El informe del NIST proporciona un análisis de la respuesta estructural del edificio, solo hasta el punto en que comienza el colapso, y afirma que la enorme energía cinética transferida por la parte descendente de la construcción hace el colapso progresivo inevitable una vez que se produce un colapso inicial. Un documento de Zdeněk Bažant indica que una vez comenzado el colapso, la energía cinética impartida por una sección de la caída superior en el piso de abajo era un orden de magnitud mayor que lo que la que la parte inferior podría soportar.
Los ingenieros que han investigado el colapso, en general no están de acuerdo en que la demolición controlada sea necesaria para comprender la respuesta estructural de los edificios. Aunque la parte superior de una de las torres se inclinó de manera significativa, no pudo haber caído en la calle, explican, porque tal inclinación crearía una tensión suficiente en la planta baja (que actúa como pivote) que colapsaría mucho antes de que la parte superior hubiera cambiado lo suficiente su centro de gravedad. De hecho, argumentan, hay muy poca diferencia entre un colapso progresivo con o sin explosivos en cuanto a la resistencia que las estructuras pueden ofrecer después de iniciada la caída. La demolición controlada de un edificio requiere semanas de preparación, incluyendo depositar grandes cantidades de explosivos y cortar a través de las vigas, lo que habría hecho al edificio de alta peligrosidad y tendría que hacerse sin llamar la atención de los miles de personas que trabajaban en el edificio. La demolición controlada se realiza tradicionalmente iniciándose desde la parte inferior de los edificios en lugar de la parte superior, aunque hay excepciones dependiendo del diseño estructural. Pocos discuten que el derrumbe comenzó alto en el punto donde la aeronave golpeó. Además, cualquier tipo de explosivo tendría que soportar el impacto de los aviones.
Los miembros del grupo Scholars for 9/11 Truth han recogido testimonios de destellos y fuertes explosiones inmediatamente antes de la caída.  Los testigos presenciales han informado repetidamente de explosiones ocurriendo antes de la caída de las torres del World Trade Center, y la organización "International Center for 9/11 Studies" ha publicado videos obtenidos de NIST, junto con indicaciones sobre cuándo esas explosiones se oían. Hay muchos tipos de ruidos fuertes agudos que no son causadas por explosivos, y los registros sismográficos del evento no muestran evidencia de las explosiones. El físico Steven E. Jones y otros han argumentado que bocanadas de humo horizontales vistas durante el colapso de las torres indican que las torres habían sido derribadas por explosiones controladas.  NIST atribuye estas bocanadas a presión de aire, creada por la disminución del volumen del edificio que caía por encima, viajando por huecos de ascensor y saliendo de alguna de las puertas del ascensor que se abren en los niveles más bajos.

### World Trade Center 7

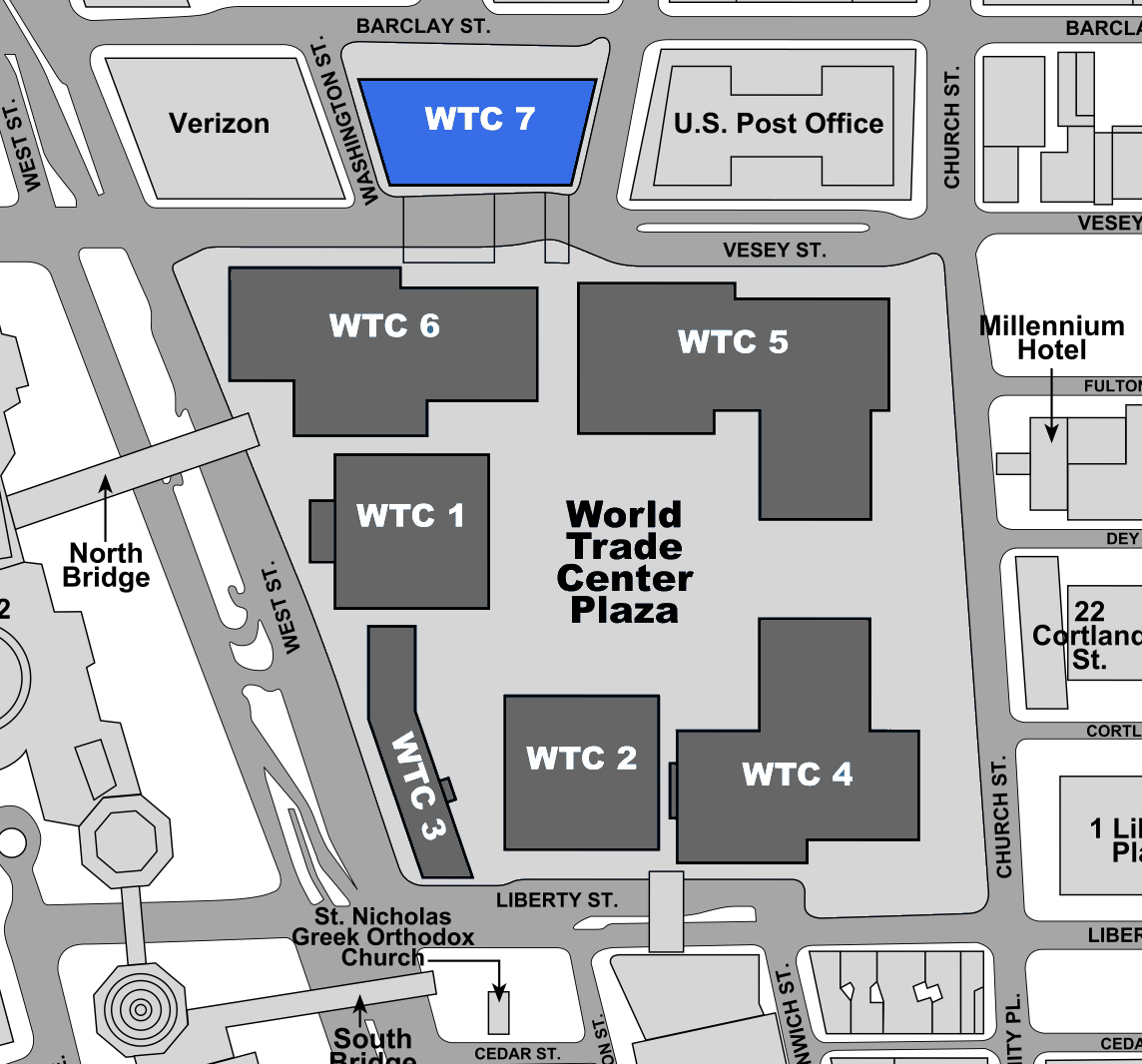
La posición del WTC 7 en relación con los otros edificios del WTC. WTC 1, 2 y 7 se derrumbaron el 11 de septiembre de 2001.

Los defensores de las teorías de la demolición del World Trade Center alegan que el edificio 7 del World Trade Center —un rascacielos de 47 pisos que se encontraba en la calle Vesey al norte de la parte principal del sitio del World Trade Center— fue destruido intencionadamente con explosivos. A diferencia de las Torres Gemelas, World Trade Center 7 no fue impactado por un avión, aunque sí fue golpeado por los escombros de las Torres Gemelas y dañado por los incendios no combatidos que ardieron durante siete horas, hasta que se derrumbó por completo alrededor de las 17:20 de la tarde del 11 de septiembre (un nuevo edificio ha sido levantado en el lugar del viejo, inaugurado en mayo de 2006). Varios videos del evento del colapso existen en el dominio público, lo que permite un análisis comparativo desde diferentes ángulos de perspectiva. Los defensores suelen señalar que el colapso del World Trade Center 7 no fue mencionado en el informe de la Comisión del 11-S y que el órgano del gobierno federal encargado de investigar el caso, NIST, necesitó siete años para realizar la investigación de todos los edificios y emitir un informe.
En el documental de PBS America Rebuilds, que se emitió en septiembre de 2002, Larry Silverstein, dueño del WTC 7 y arrendatario y titular de la póliza de seguro para el resto del complejo del World Trade Center, recordó una conversación con el departamento de bomberos en el que se expresaron dudas sobre la contención de los incendios. Silverstein recordó diciendo: "Hemos tenido una terrible pérdida de vida, tal vez la cosa más inteligente que hacer es retirarse/tirarlo" ("We've had such terrible loss of life, maybe the smartest thing to do is to pull out"). "Ellos tomaron la decisión de retirarse/tirar" ("They made that decision to pull"), recordó, "y vimos el derrumbe del edificio." Silverstein emitió una declaración que dice que fue el equipo de extinción de incendios, no el edificio, lo que se iba a retirar/tirar (pull, en inglés).
En noviembre de 2010, el periodista de Fox News Geraldo Rivera invitó a miembros de una campaña publicitaria de televisión llamada "BuildingWhat?", una serie de anuncios en los que miembros de las familias hacían preguntas acerca de World Trade Center 7 y pedían una investigación sobre su colapso. Rivera afirmó que, "si hubiera explosivos involucrados, esto querría decir que los manifestantes más desagradables de los últimos años [...] tenían razón." Días más tarde, Rivera apareció en el programa Freedom Watch con el analista legal y juez Andrew Napolitano en la Fox Business Network para discutir la campaña publicitaria "BuildingWhat?". Napolitano dijo: "Es difícil para mí creer que [el World Trade Center 7] se vino abajo por sí solo. Fue gratificante ver que Geraldo Rivera lo está investigando." Fox News fue fuertemente criticada por programas que se transmiten por Internet, Media Matters y Newsbusters, cuestionando los motivos para el colapso de World Trade Center 7 por los medios de comunicación.
Algunos defensores de las teorías de la demolición controlada del World Trade Center indican que el World Trade Center 7 puede haber sido demolido debido a que puede haber servido como centro de operaciones para la demolición de las Torres Gemelas, mientras que otros sugieren que las personas del gobierno pueden haber querido destruir archivos clave ubicados en el edificio pertenecientes al fraude corporativo. Los edificios del World Trade Center albergaban a decenas de agencias gubernamentales federales, estatales y locales. De acuerdo con una declaración reportada por la BBC, el productor de cine Dylan Avery de Loose Change, cree que la destrucción del edificio fue sospechosa, ya que albergaba algunos inquilinos inusuales, incluyendo un laboratorio clandestino de la CIA en el piso 25, un destacamento del Servicio Secreto de los EE. UU., la Comisión de Bolsa y Valores, y el centro de Nueva York de comando de emergencias. El exjefe de la lucha contra el terrorismo asesor del Presidente, Richard Clarke, no cree que el World Trade Center 7 sea un misterio, y dijo que cualquiera podría haber alquilado espacio en el edificio.
Las teorías se han visto alimentadas por el hecho de que ninguno de los pocos incendios ocurridos en edificios de acero de gran altura hasta ahora causó su colapso total antes, pese a que sí ha habido casos anteriores de colapsos totales y parciales de edificios de acero más pequeños debidos al fuego, así como de colapsos parciales en edificios altos. BBC News dijo que el WTC 7 había colapsado veinte minutos antes de que ocurriera. La BBC ha señalado que muchas fuentes de información estaban señalando el inminente colapso del WTC 7 en el día de los ataques. Jane Standley, la periodista que anunció la caída prematura, lo calificó como un "muy pequeño y muy honesto error" provocado por su manera de pensar después de ser confrontada con un informe que no tenía manera de comprobar.

#### Informe del NIST
En 2002, el Instituto Nacional de Estándares y Tecnología (NIST) inició una investigación general sobre el colapso del World Trade Center, pero pronto tomó la decisión de centrarse primero en el colapso de las Torres Gemelas. NIST lanzó una versión preliminar de su informe final sobre el colapso del WTC 7 en agosto de 2008. La agencia ha achacado la lentitud de la investigación a la complejidad del modelo utilizado, que simula el progreso de los sucesos desde el momento en que empiezan a fallar los elementos que conducen al derrumbe hasta que cae el edificio. NIST hace notar que el tiempo empleado en la investigación del WTC 7 es comparable al tiempo necesario para investigar un accidente aéreo. La agencia también anuncia que encontraron otras 80 cajas de documentos relacionados con el WTC 7 y tuvieron que analizarlas. Estos retrasos alimentaron sospechas sobre que la agencia estaba tratando de llegar a una conclusión plausible.
NIST publicó su informe final sobre el derrumbe del World Trade Center 7 el 20 de noviembre de 2008. Los investigadores utilizaron videos, fotografías y documentos sobre el diseño para llegar a sus conclusiones. La investigación no podía incluir pruebas físicas, dado que los materiales del edificio carecían de las características que les permiten ser identificados positivamente y fueron por lo tanto eliminados antes de la apertura de la investigación. El informe concluye que el colapso del edificio se debió a los efectos de los incendios que ardieron durante casi siete horas. El golpe fatal para la construcción se produjo cuando el piso 13 se derrumbó, lo que debilitó una columna de acero crítica del núcleo que llevó a una falla catastrófica, y el calor extremo causó que algunas vigas de acero perdieran fuerza, causando fallas en todo el edificio hasta que toda la estructura sucumbió. También se cita como un factor el colapso de las torres cercanas, que rompió el suministro de agua de la ciudad, dejando el sistema de aspersores contraincendios de la parte baja del edificio sin agua.
NIST consideró la posibilidad de que el World Trade Center 7 fuera derribado con explosivos y la conclusión fue que no hubo ninguna explosión y que "el uso de termita [...] para cortar las columnas del World Trade Center 7 el 11-S era poco probable". La investigación cita como evidencia la afirmación de que no hay explosión audible en la grabación de la caída y que no hubo ninguna explosión reportada por los testigos, indicando que la explosión necesaria para cortar la columna crítica que cedió habría sido audible a un nivel de 130-140 decibelios a una distancia de 800 metros. Los defensores de la demolición cuentan que los testigos denunciaron reiteradamente explosiones sucediendo antes del colapso de las torres, y se han publicado videos obtenidos de NIST, junto con indicaciones sobre cuándo esas explosiones se oían, apoyando la idea de sonidos de explosiones antes del colapso, si bien no durante el mismo.
NIST también concluyó que es poco probable que las ingentes cantidades necesarias de termita pudieran haber sido llevadas al interior del edificio sin ser detectadas. Finalmente, la teoría de que el combustible diésel almacenado en el edificio se incendiara y causara el colapso también se investigó y descartó, dado que se recuperó la casi totalidad de dicho combustible durante el desescombro.

## Reacciones
La comunidad de ingeniería estructural de la comisión del 11-S rechaza la teoría de la conspiración de la demolición controlada. El consenso es que el colapso de los edificios del World Trade Center fue inducido por el fuego, impulsado por la gravedad del colapso, una explicación que no involucra el uso de explosivos.
El Instituto de Ingeniería Estructural de la Sociedad Americana de Ingenieros Civiles emitió una declaración llamando a la discusión de las recomendaciones del NIST,  y la Institución de Ingenieros Estructurales de Gran Bretaña publicó una declaración en mayo de 2002 al recibir el informe de FEMA, señalando que el informe expresaba puntos de vista similares a los de su grupo de profesionales.
Tras la publicación de Jones del artículo "¿Por qué de hecho los edificios del WTC colapsaron completamente?" la Universidad Brigham Young respondió a los dichos de Jones "cada vez más especulativos y acusatorios" enviándolo en vacaciones pagadas, y se le despojó de dos clases, en septiembre de 2006, en espera de una revisión de sus declaraciones y la investigación. Seis semanas después, Jones se retiró de la universidad. La facultad de ingeniería estructural en la universidad emitió un comunicado en el que dijo que "no apoyan la hipótesis del profesor Jones. El 22 de septiembre de 2005, Jones dio un seminario sobre la hipótesis a un grupo de sus colegas del Departamento de Física y Astronomía de la Universidad Brigham Young. Según Jones, todos menos uno de sus colegas acordaron después del seminario que una investigación estaba en orden y el único disidente llegó a un acuerdo con las sugerencias de Jones al día siguiente.
El Profesor de Ingeniería Civil Zdeněk Bažant de la Universidad Northwestern, que fue el primero en ofrecer una publicación revisada por pares de la teoría de los colapsos, escribió "unos pocos extranjeros alegando una conspiración con explosivos plantados" como una excepción. Bažant y Verdure rastrean tales "ideas extrañas" a una "falsa impresión" de que los márgenes de seguridad en el diseño harían el colapso imposible. Uno de los efectos de un modelo más detallado de la caída progresiva, dicen, podría ser la que "acabe con el mito de los explosivos plantados". De hecho, Bažant y Verdure han propuesto examinar los datos de las demoliciones controladas con el fin de mejorar el modelo de colapso progresivo de las torres, lo que sugiere que el colapso progresivo y la demolición controlada no son dos modos diferentes de falla (como la teoría de la conspiración de la demolición controlada supone).
Thomas Eager, profesor de ciencias de los materiales e ingeniería en el Massachusetts Institute of Technology (MIT), también rechazó la teoría de la conspiración de la demolición controlada. Eagar remarco: "Estas personas (en el movimiento por la verdad 11-S) usan el método científico inverso. Ellos determinan lo que pasó, tiran todos los datos que no se ajustan a su conclusión, y luego aclaman sus resultados como la única conclusión posible."
La preparación de un edificio para una demolición controlada toma mucho tiempo y esfuerzo. Las paredes de la torre habrían tenido que ser abiertas en docenas de plantas. Miles de kilos de explosivos, mechas y mecanismos de ignición tendrían que ser a escondidos de la seguridad y colocados en las torres sin que decenas de miles de personas que trabajan en el World Trade Center se dieran cuenta. Con referencia a una conversación con Stuart Vyse, un profesor de psicología, en un artículo en el Hartford Advocate pregunta: "¿Cuántos cientos de personas necesitarías para adquirir los explosivos, plantarlos en los edificios, preparar los aviones para el accidente [...] y, quizás lo más inverosímil de todo, no respirar ni una sola palabra de esta conspiración?".
Larry Silverstein dijo: "Esperamos que este informe ponga a descansar a fondo las distintos teorías de la conspiración del 11-S, que deshonran a los hombres y mujeres que perdieron sus vidas en ese día terrible." Richard Gage, líder del grupo de Arquitectos e Ingenieros para la verdad del 11-S, dijo: "¿Cuánto tiempo más tenemos que soportar el encubrimiento de cómo el edificio 7 fue destruido?" James Quintiere, profesor de ingeniería de protección contra incendios en la Universidad de Maryland, que no cree que explosivos derribaran las torres, se preguntó cómo la agencia llegó a sus conclusiones, pues, señala, "Ellos no tienen la experiencia en materia de explosivos", añadiendo sin embargo que NIST malgastó el tiempo contratando expertos externos para considerar tal cosa.